# Свеа (река)

Анциловое озеро в момент максимума трансгрессии. Указано положение река Свеа.

Река Свеа (швед. svea älv) — предполагаемый канал стока Анцилового озера в виде бурной полноводной реки с большим падением, располагавшейся в Центральной Швеции к востоку от озера Венерн в период 10700 — 10200 лет назад. Существование реки Свеа опровергнуто в результате современных исследований.
Название реки предложено в 1927 году Леннардом фон Постом, хотя аналогичное название использовалось Герхардом Де Геером для совершенно другого объекта ещё в 1922 году.

## История гипотезы
В 1927 году Хенрик Мунте обнаружил к югу от города Дегерфорс обнажение кристаллического фундамента с большим количеством валунов и промоин, свидетельствующих об интенсивной эрозии. В настоящее время на этой территории расположен заповедник Свеафаллен.
Согласно классической теории Леннарда фон Поста, предложенной в 1928 году, порог стока Анцилового озера располагался к востоку от озера Венерн, к югу от города Дегерфорс, таким образом озеро Венерн оставалось заливом Северного моря, а высота поверхности Анцилового озера над уровнем моря оценивалась в 30 метров. Мунте выступил в поддержку этой теории.
Предполагаемый канал стока характеризовался бурным течением и активной эрозионной деятельностью, а расход воды втрое превышал современный Ниагарский водопад. Представления о масштабе водотока способствовал привлечению посетителей в заповедник Свеафаллен.
Исследования профессора Фредена (швед. Fredén) в 1960-е и 1970-е годы доказали, что обнаруженные Мунте следы эрозии в Свеафаллен имеют не водное, а ледниковое происхождение, а на протяжении Анциловой стадии территория к югу от Дагерфорса находилась под водой. Впоследствии было доказано, что котловина озера Венерн была изолирована от Северного моря с началом Анциловой трансгрессии и, следовательно, порог стока Анцилового озера должен был располагаться к западу от озера Венерн.

## Современные представления
В настоящее время общепринятая оценка высоты поверхности Анцилового озера над уровнем моря составляет 10 метров, а порог стока располагают к западу от озера Венерн в долинах современных рек Гёта-Эльв и Стейнсэльве. Таким образом, в Анциловую эпоху поверхность озера Венерн лежала на том же уровне, что и поверхность Балтийского бассейна, а канал между ними был не бурной рекой, а более или менее широким проливом.

## Комментарии
1. ↑  Озеро Венерн на карте изображено как часть Анцилового озера, что не согласуется с наличием реки между ними
2. ↑  В соответствии с современными представлениями о возрасте Анциловой трансгрессии[1]; в источниках, где упоминается река Свеа, оценки её возраста существенно ниже[2][3]
3. ↑  Здесь оценки абсолютного возраста приведены относительно 1950 года, см.: До настоящего времени